# Гашиканва (комуна)
Гашиканва — одна з комун провінції Нгозі, на півночі Бурунді. Центр — однойменне містечко Гашиканва.